# Cosmetica

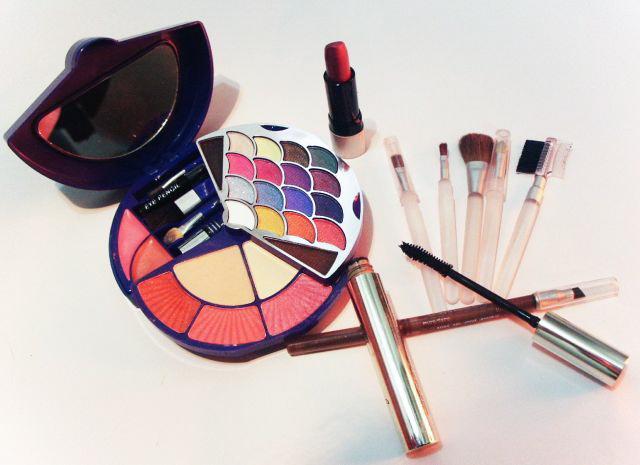
Decoratieve cosmetica: rouge, oogschaduw, mascara, lippenstift

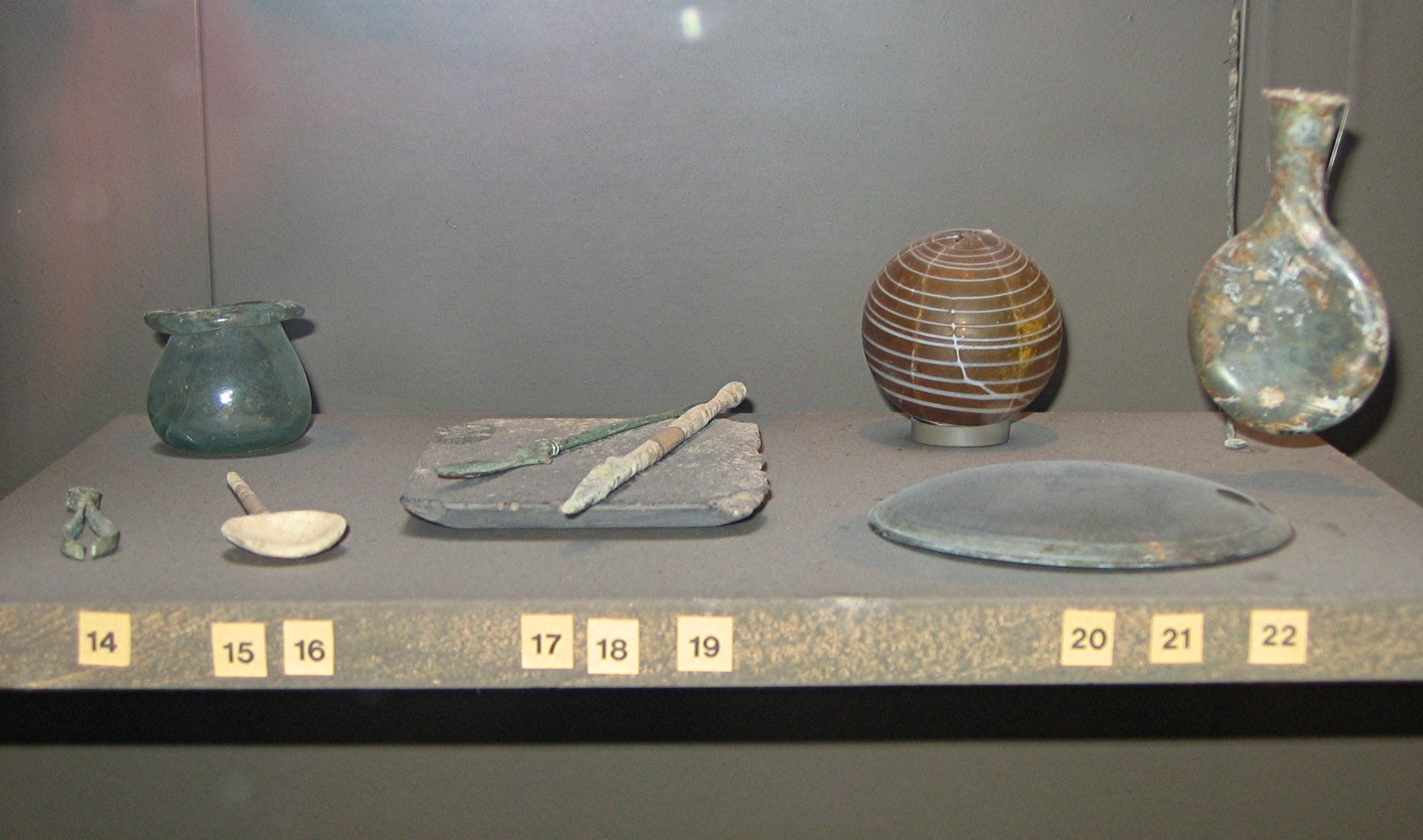
Cosmeticaattributen uit de Romeinse tijd

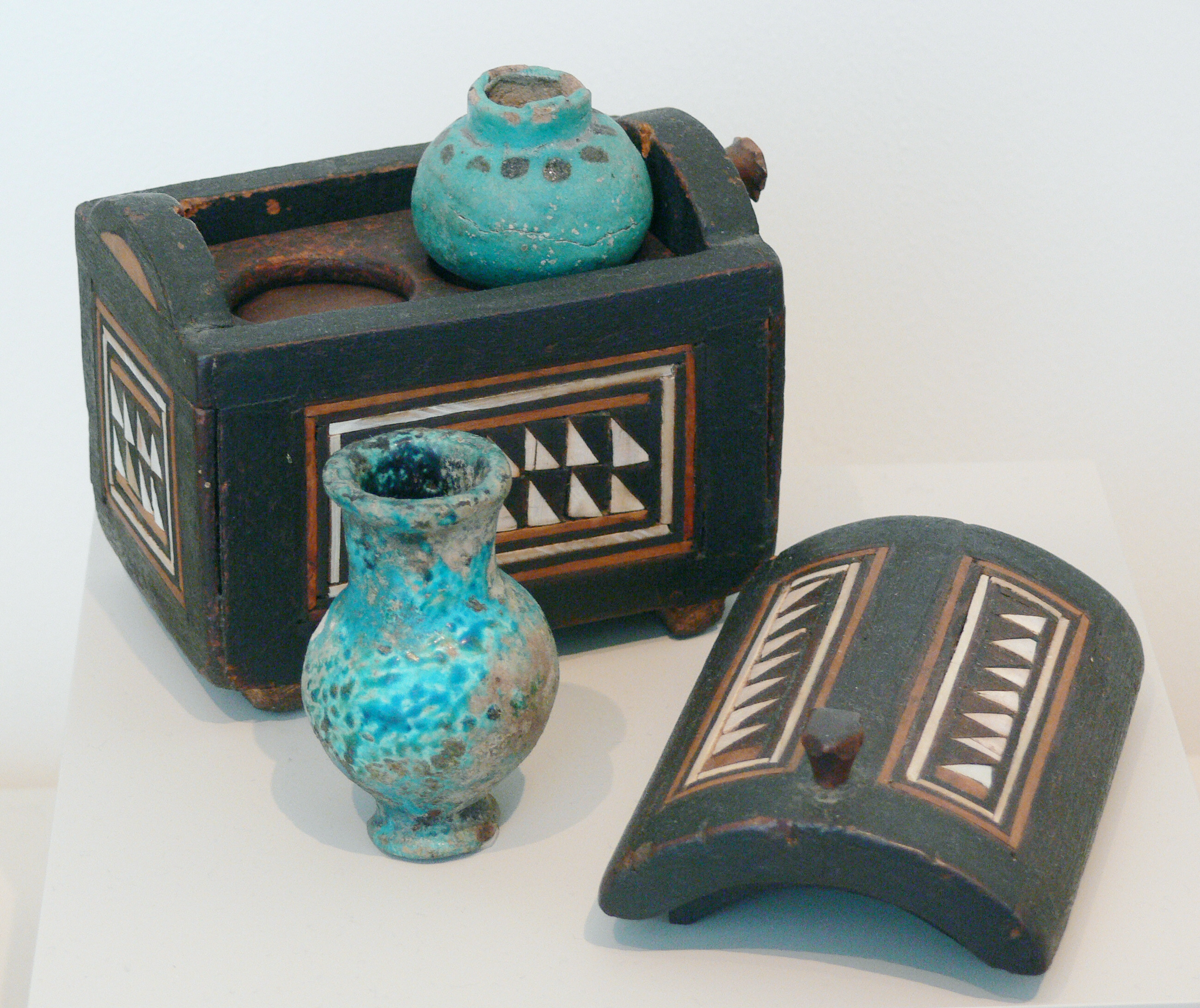
Cosmeticakastje uit Egypte ca. 1400 v.Chr.

Cosmetica is een verzamelnaam voor middelen ter verhoging van de hygiëne, lichamelijke reinheid en het uiterlijk schoon. Ze zijn onderdeel van het dagelijks leven en worden op verscheidene momenten van de dag gebruikt. Tandpasta en zeep worden veelal dagelijks gebruikt. 

## Wettelijke definitie van cosmetica
Verordening (EG) nr. 1223/2009 van het Europees Parlement en de Raad van 30 november 2009 betreffende cosmetische producten
definieert deze als
alle stoffen of mengsels die bestemd zijn om in aanraking te worden gebracht met de delen van het menselijke lichaamsoppervlak (opperhuid, beharing, haar, nagels, lippen en uitwendige geslachtsorganen) of met de tanden en kiezen en de mondslijmvliezen, met het uitsluitende of hoofdzakelijke oogmerk deze te reinigen, te parfumeren, het uiterlijk ervan te wijzigen en/of voornoemde lichaamsdelen te beschermen of in goede staat te houden of lichaamsgeuren te corrigeren
Het Nederlandse Warenwetbesluit cosmetische producten 2011 verwijst hiernaar.
We spreken van cosmetica als zowel qua functie als qua plaats van toepassing, aan onderstaande begrippen wordt voldaan (ten minste één uit elk rijtje):
| Functie                   | Plaats van toepassing                   |
| ------------------------- | --------------------------------------- |
| Reinigen                  | Haar                                    |
| Parfumeren                | Huid                                    |
| Uiterlijk wijzigen        | Lippen                                  |
| Lichaamsgeuren corrigeren | Tanden en kiezen en de mondslijmvliezen |
| Beschermen                | Uitwendige geslachtsorganen             |
| In conditie houden        | Nagels                                  |

## Functies cosmetica
Cosmetica worden gebruikt om onder meer bij te dragen aan:
- persoonlijke hygiëne (zeep)
- gezondheid (tandpasta)
- benadrukken of verdoezelen van uiterlijke kenmerken (make-up, haarkleurproducten)
- verzorgen van de huid (handcrème)
- ontspanning of gevoel van luxe (badzout, parfum)
- beschermen van de huid (zonnebrandcrème)
- de vorm van het kapsel (haarlak)

Gebruik van cosmetica kan bij sommige mensen bijdragen aan het zelfvertrouwen.

## Productgroepen
Cosmeticaproducten zijn te verdelen naar de volgende productgroepen:
Bad- en doucheproducten, decoratieve cosmetica (make-up), deodoranten, geuren, haarverzorging, huidverzorging, kindercosmetica, mondverzorging, scheerproducten, zeep en zonnecosmetica.

## Ingrediënten
De eigenschappen van een product worden bepaald door de ingrediënten die zijn gebruikt. Bijvoorbeeld om de viscositeit (stroperigheid) van het product te beïnvloeden. Of om het product langer houdbaar te maken. Andere ingrediënten worden toegevoegd om een kleur of geur aan een product te geven, ofwel om het product aantrekkelijk te maken.

## Wetgeving
Het op de markt brengen van cosmetica is aan strikte regels gebonden. Sinds 1977 zijn dierproeven voor cosmetica in Nederland verboden volgens de Wet op de dierproeven. De eisen waaraan cosmeticaproducten en ingrediënten moeten voldoen, zijn wettelijk vastgelegd in de Europese Cosmetica Richtlijn.
In Nederland is de Europese Cosmetica Richtlijn door middel van het Cosmeticabesluit (Warenwet) 1979 (Staatsblad 256, 1980) in de wet geïmplementeerd. Het Cosmeticabesluit werd aangepast nadat de EU-Richtlijn is gewijzigd. Het Cosmeticabesluit volgt daarbij de Richtlijn nauwkeurig op.
Op 22 december 2009 is de Cosmeticaverordening gepubliceerd. Deze nieuwe wetgeving vervangt de Cosmetica Richtlijn en is vanaf 11 juli 2013 van toepassing. Deze wetgeving bevat onder meer nieuwe eisen voor de veiligheidsbeoordeling en het gebruik van nanotechnologie in cosmetica.
Alle gebruikte ingrediënten moeten met zogenoemde INCI-namen in de ingrediëntendeclaratie worden vermeld. Elders op het etiket of op de verpakking van een product mogen de ingrediënten met andere namen of in andere talen worden vermeld.

## Etiket
Elke fabrikant, importeur of handelaar die in Nederland cosmetica op de markt brengt is op grond van de wet verplicht om het product volgens een bepaalde wijze te etiketteren.
Alle ingrediënten die zijn gebruikt bij het maken van een product staan op de verpakking vermeld. Om de ingrediënten op uniforme wijze op cosmetica te kunnen vermelden zijn internationale afspraken gemaakt. Deze zijn bij wet vastgelegd. Doel van de ingrediëntendeclaratie is de gebruikers van cosmetica te informeren over de samenstelling van een product. Dit is ook voor mensen die beroepsmatig met cosmetica werken belangrijk. Het stelt bijvoorbeeld schoonheidsspecialisten, huisartsen en dermatologen in staat hun cliënten te adviseren over het gebruik of het vermijden van bepaalde cosmeticaproducten.
Het etiket op cosmeticaproducten is voorzien van het houdbaarheidssymbool. Het geeft aan: de periode van minimale houdbaarheid na openen, waarin het product in optimale kwaliteit kan worden gebruikt. De minimale houdbaarheid wordt aangeduid met het aantal maanden (M).